# 최덕인
최덕인(崔德隣, 1936년 4월 30일~2022년 3월 28일)은 KAIST의 물리학과 교수와 원장을 지낸 대한민국의 물리학자이다. 본관은 해주이며, 인천 출신이다. 서울대학교 물리학과를 학사 학위한 후, 콜로라도 대학교에서 석사, 박사 학위를 따고, 브뤼셀 대학교에서 박사후연구원으로 있었다. 전공은 핵융합과 관련이 있는 플라즈마였다.
1995년부터 1998년까지는 기초과학지원연구소 소장을, 1998년부터 2001년까지 KAIST의 제10대 원장을 역임하였다. 한국물리학회 회장을 역임하였으며 한국과학기술한림원 이학부 종신회원이다.

## 학력
- 1959년: 서울대학교 물리학 학사
- 1968년: 콜로라도 대학교 박사

## 경력
- 1968년~1970년: 브뤼셀 대학교 박사후 연구원
- 1979년~1980년: 텍사스 대학교 오스틴 연구 과학자
- 1995년~1998년: 기초과학지원연구소 소장
- 1997년~1999년: 한국물리학회장
- 1998년~2001년: KAIST 원장
- 1981년~2001년: KAIST 물리학과 교수
- 2001년~2022년: KAIST 물리학과 명예교수

## 가족 관계
- 배우자: 박민여
  - 아들: 최성준
    - 며느리: 김효진
      - 손주: 최수민